# Rob van der Loo
Rob van der Loo (Limburgo, Países Bajos, 25 de junio de 1979) es un bajista y compositor neerlandés, más conocido por ser uno de los fundadores de Sun Caged, exbajista de Delain y actual bajista de Epica a la cual se unió el 24 de marzo de 2012, en reemplazo de Yves Huts.

## Historia

### Principios
Rob comenzó a tocar el contrabajo a la edad de 15 años, tocando en diversas bandas locales.
Estudió en el "Bachelor of Music" y la "Escuela de Artes" en Tilburg.

### Sun Caged
Van der Loo comenzó su carrera musical en 1999, cuando entró en la banda de metal progresivo Sun Caged. Con la cual Rob grabó cuatro demos: Scar Winter, Dominion, Promo 2002 y Promo 2005, También el álbum debut homónimo, que fue lanzado en 2003.

### Delain
A finales de 2006 se unió a Delain en reemplazo a Marco Hietala, que había dejado el grupo poco después del lanzamiento de su álbum debut. Realizó varias giras con la banda, así como grabación de todos los sencillos («Frozen», «See Me in Shadow», «The Gathering»).
Con Delain publicó el álbum April Rain en 2009, en la que colaboró a la realización de la canción Start Swimming. En otoño de 2009 para algunas fechas fue reemplazado por Roel Vink (se ausentó durante este período por Sun Caged, después de reemplazar el mismo Van der Loo durante tres años).
Rob dejó Delain en enero de 2010 por diferencias artísticas y fue reemplazado por Otto van der Oije. La última participación de Rob en Delain fue en el sencillo «Smalltown Boy» cover del grupo de pop británico Bronski Beat, lanzado en noviembre de 2009 y también en canciones en vivo como «Nothing Left».

### Epica y MaYaN
En 2011, Rob se convirtió en miembro de la banda de Death Metal  MaYaN,  fundada por Mark Jansen (fundador de Epica), con quien grabó el video para el sencillo War on Terror y participó en la gira en promoción al álbum debut Quarterpast lanzado poco antes de su entrada a la banda. El 4 de febrero de 2012 se une a Hangover Hero, en sustitución de Mats van der Valk.
El 24 de marzo, se unió a Epica, en reemplazo a Yves Huts. En un comunicado Rob, hace referencia a los fanes de Epica y dice:

" (...) Hace unos días atrás hablé con Yves y me trajo a la memoria un recuerdo de cuando Epica era todavía una banda soporte de una de mis bandas anteriores. En esa época nunca se hubiera imaginado que casi 10 años después sería su sucesor en Epica…bueno yo tampoco… ¡pero estoy muy orgulloso de ello!
He estado compartiendo el escenario con la gente de Epica por casi 10 años ahora, y convertirme en miembro de Mayan el año pasado nos acercó más aún, así que tomar la decisión de unirse a Epica se sintió muy bien, por lo tanto quiero mostrar mi gratitud a los miembros de la banda (incluyendo a Yves) y al equipo por aceptarme dentro de la familia Epica.
¡Nos vemos en el camino! ¡No los decepcionaré!
".Rob, acerca sobre su ingreso a Epica.

## Instrumentación
Bajo fretless:
- Warwick - Streamer custom 6 string fretless

Bajos:
- Conklin - Sidewinder 7 string
- Conklin - Rob van der Loo signature 9 string
- Tacoma - Acoustic 4 string
- Dingwall Super J 5-string Bronze Age
- Dingwall D Bird 4 string bass
- Dingwall D Roc Hellboy 5 string bass

Pedales:
- Radial Tonebone
- Tech 21 Sansamp

Amplificadores:
- Laney Nexus tube
- Laney Nexus 8 x 10" cabinet

Cuerdas:
- Curt Mangan

## Discografía
Con Sun Caged
Demos
- Scar Winter (2000)
- Dominion (2001)
- Promo 2002 (2002)
- Promo 2005 (2005)

Álbum
- Sun Caged (2002)

Con Exivious
- Demo 2001 (2001)
- Demo (2002)

Con Freak Neil Inc.
- Six Arms (2003)
- Characters (2005)

Con Delain
Álbum
- April Rain (2009)

Sencillos
- Frozen (2007)
- See Me in Shadow (2007)
- The Gathering (2008)
- April Rain (2009)
- Stay Forever (2009)
- Smalltown Boy (2009)

Con MaYaN
- War on Terror (2011)

Con Epica
- Forevermore (2012)
- The Quantum Enigma (2014)
- The Holographic Principle (2016)
- Omega (2021)